# Argissolo
Argissolo (ou podzólico) é uma ordem caracterizada por solos em estado moderado de intemperismo, com nítida diferenciação entre horizontes, onde os horizontes superficiais são mais arenosos do que o horizonte mais profundo. Em razão de fenômenos diversos, como translocação vertical de argila (iluviação), observa-se nos argissolos que o horizonte subsuperficial apresenta no mínimo 50% a mais de argila do que o horizonte acima dele (seja um horizonte A ou E). A sua caracterização exige a presença do horizonte B textural.

## Critérios
Para que um solo seja categorizado na ordem dos argissolos é obrigatório que ele apresente no pedon um horizonte diagnóstico B textural. Este horizonte deve ainda atender às seguintes exigências:
1. Ocorrer abaixo de horizonte A, ou horizonte E.
2. Caso co-ocorra com horizonte plíntico ou horizonte glei, ambos não devem atender aos critérios suficientes para a caracterização de Plintossolo ou Gleissolo, respectivamente.
Em adição, deve também satisfazer ao menos um dos seguintes critérios quanto à natureza da argila:
2.1 Conter argila de atividade baixa; ou
2.2 Conter argila de atividade alta + saturação por bases baixa; ou
2.3 Conter argila de atividade alta + caráter alumínico.

## Aptidão Agrícola
Em condições nos quais os argissolos exibem forte contraste textural entre os horizontes, com o superficial bem mais arenoso, com a chuva propicia-se a formação de lençol freático suspenso acima do horizonte B textural, esta condição acarreta na formação de piping (circulação de água subsuperficial por tubos naturais internos), deste modo, por consequência, torna-se o solo suscetível à erosão de voçorocas. Além disso, quando existe um acentuado teor de argila em profundidade, a condutividade hidráulica é baixa, causando restrição à percolação de água e assim suscetibilidade à erosão.

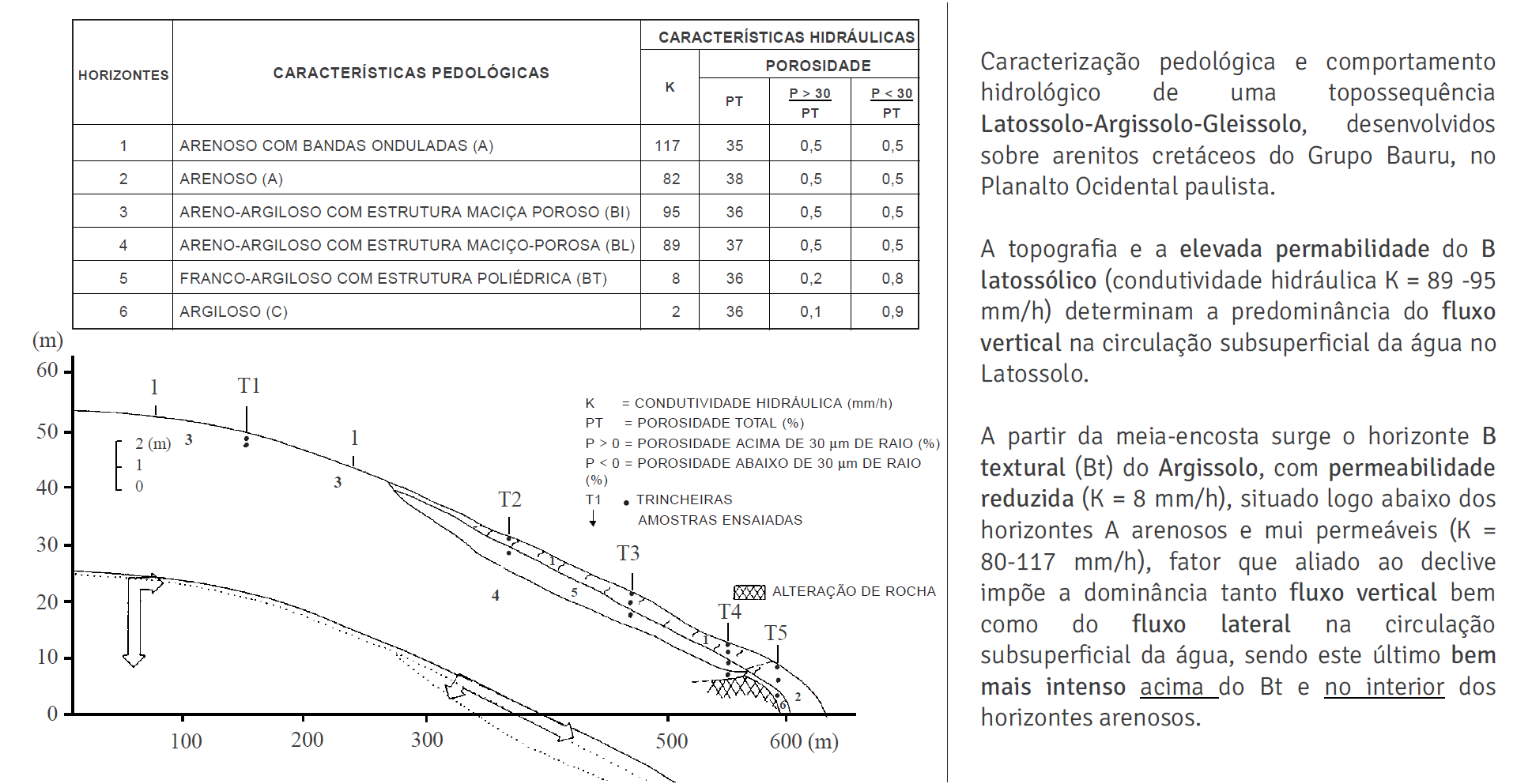
Fluxo de água em Argissolo (Torrado, 2005)

## Subordens
1. Argissolo Bruno-Acinzentando
Incorpora argissolos com coloração de média tonalidade laranja (matiz 5 YR) ou mais amarelada, com sobreposição de tons escuros e acinzentados. Esses são encontrados em clima subtropical, nos planaltos de Rio Grande do Sul, Paraná, Santa Catarina e na região gaúcha dos Pampas.
2. Argissolo Acinzentando
Incorpora argissolos com coloração de intensa tonalidade laranja-amarelado (matiz 7,5 YR) ou mais amarelados, com sobreposição de tons acinzentados.
3. Argissolo Amarelo
Incorpora argissolos com coloração de intensa tonalidade laranja-amarelado (matiz 7,5 YR) ou mais amarelados.
4. Argissolo Vermelho
Incorpora argissolos com coloração castanha (matiz 2 YR) ou mais vermelha.
5. Argissolo Vermelho-Amarelo
Incorpora argissolos cujas cores vermelho-amareladas e/ou amarelo-avermelhadas não se enquadram nas classes anteriores.

## Galeria

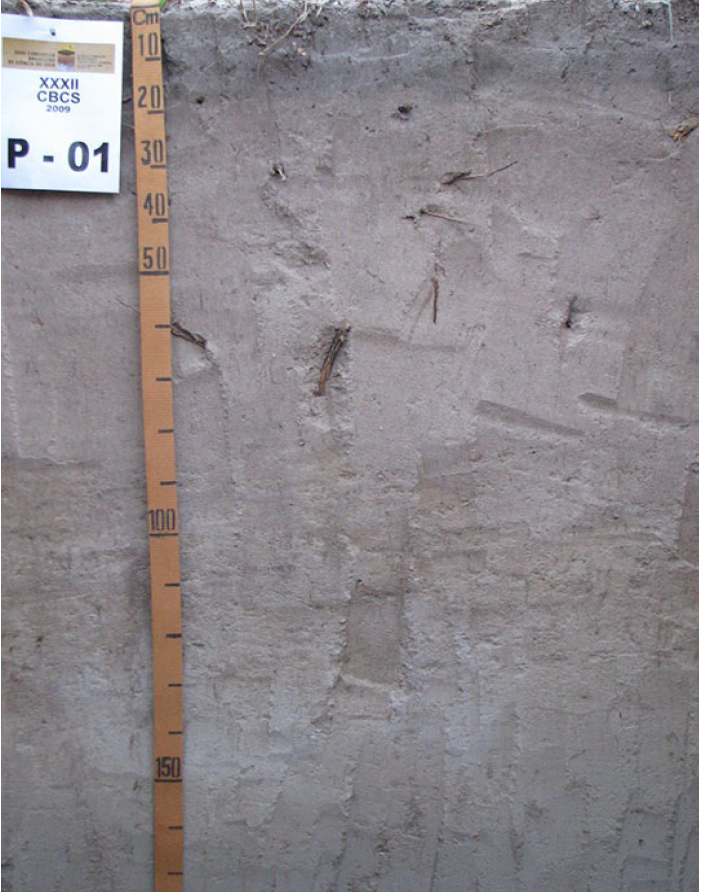
Argissolo Acinzentado (SIBCS, 2018)
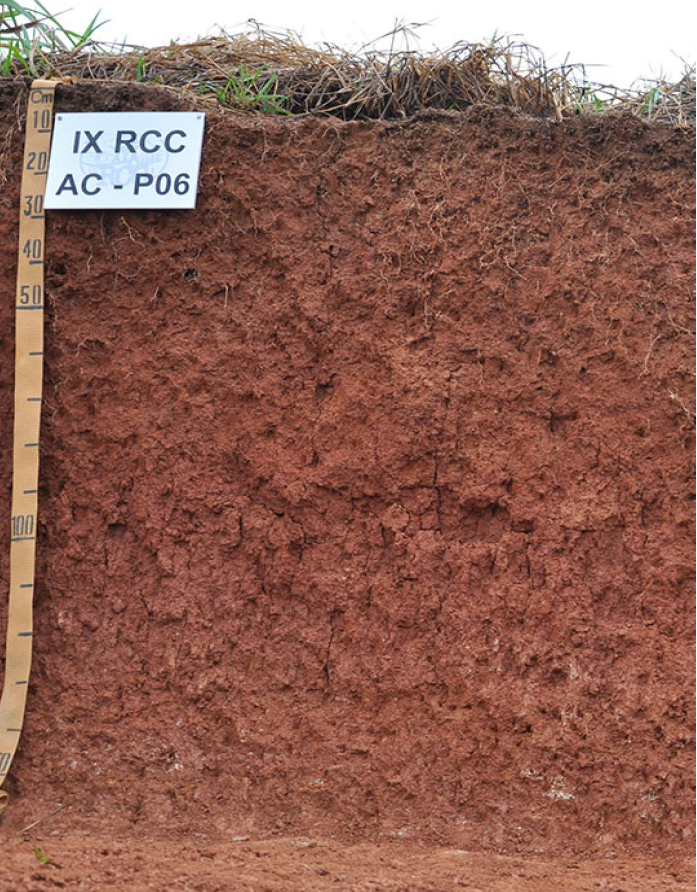
Argissolo Vermelho (SIBCS, 2018)
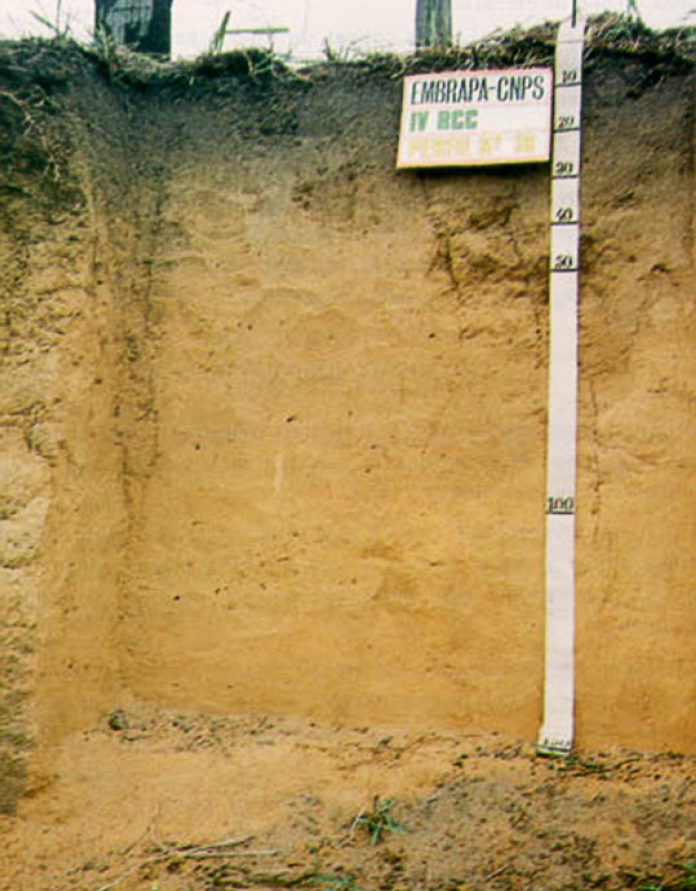
Argissolo Amarelo (SIBCS, 2018)
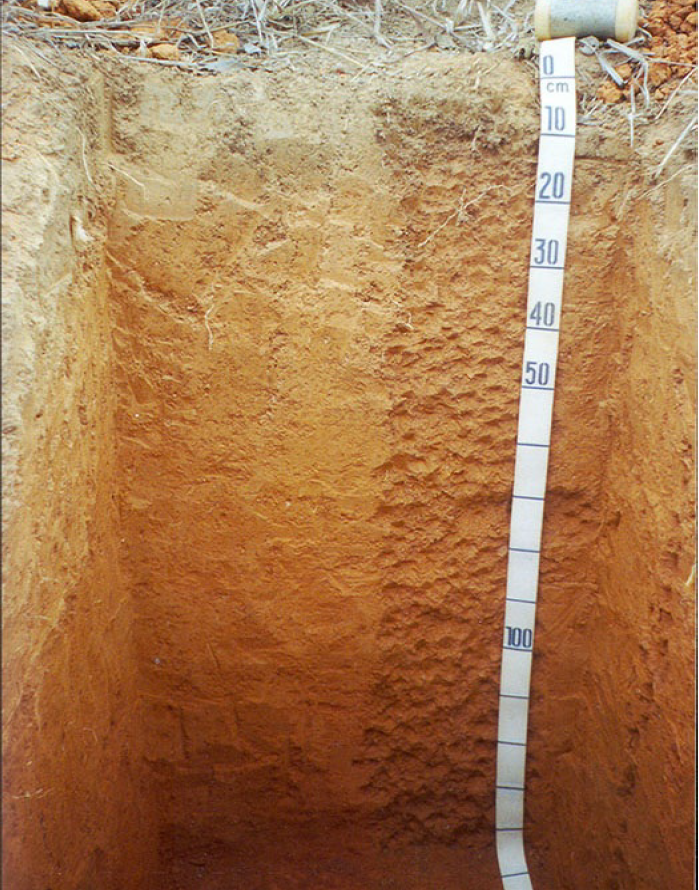
Argissolo Vermelho-Amarelo (SIBCS, 2018)
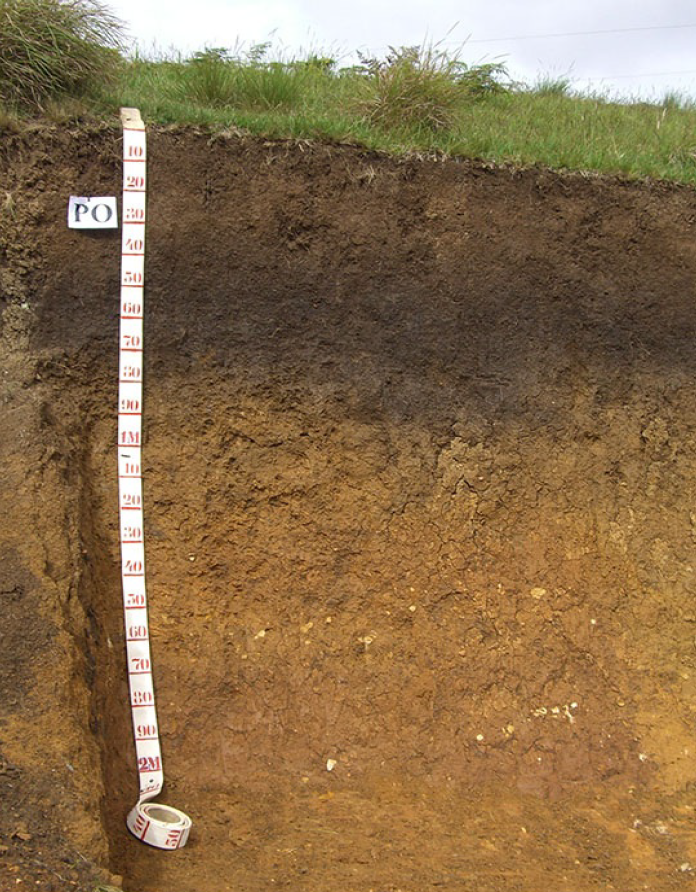
Argissolo Bruno-Acinzentado (SIBCS, 2018)

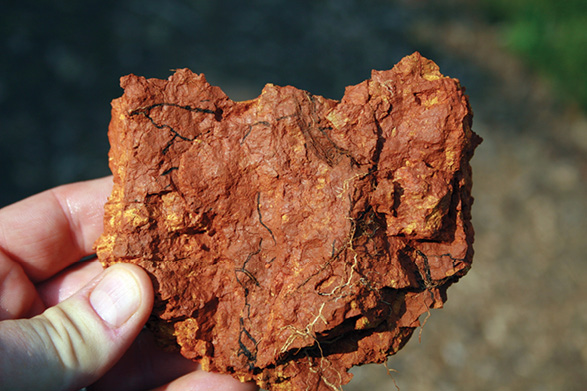
Cerosidade, película fina de argila revestindo um agregado, um dos critérios do Argissolo (USDA)

## Correspondência
Em classificações brasileiras mais antigas eram denominados por: Podzólicos Vermelho-Amarelos, Podzólicos Vermelho-Escuros, Podzólicos Amarelos, bem como Alissolos ou Rubrozems.